# Handball-Oberliga Rheinland-Pfalz/Saar 2020/21
Die Handball-Oberliga Rheinland-Pfalz/Saar 2020/21 wurde unter dem Dach der Handball-Landesverbände Rheinhessen (HVR), Rheinland (HVRL), Pfalz (PfHV) und Saar (HVS) organisiert. Sie ist die höchste Spielklasse des Verbundes und wird hinter der 3. Liga als vierthöchste Spielklasse im deutschen Ligensystem eingestuft.

## Saisonverlauf
Die Handball-Oberliga Rheinland-Pfalz/Saar 2020/21 war die neunzehnte Ausspielung dieser Handballliga. Sie wurde wegen der COVID-19-Pandemie nach dem vierten Spieltag abgebrochen. Im Rahmen einer Sondervereinbarung konnten zwei Vereine in die 3. Liga aufsteigen, Absteiger gab es keine, nur Rückzieher. 

### Modus
Siebzehn (Frauen achtzehn) Mannschaften hätten in zwei Gruppen mit einer Hin- und Rückrunde den Meister mit Aufstiegsrecht in die 3. Liga, ausgespielt. Die letzten vier Mannschaften wären in die Verbandsligen absteigen. Modus wäre für Männer und Frauen gleich gewesen.

## Teilnehmer
Nicht mehr dabei waren die Aufsteiger der Vorsaison. Neu hinzu kamen die Aufsteiger (N) aus den Verbandsligen.

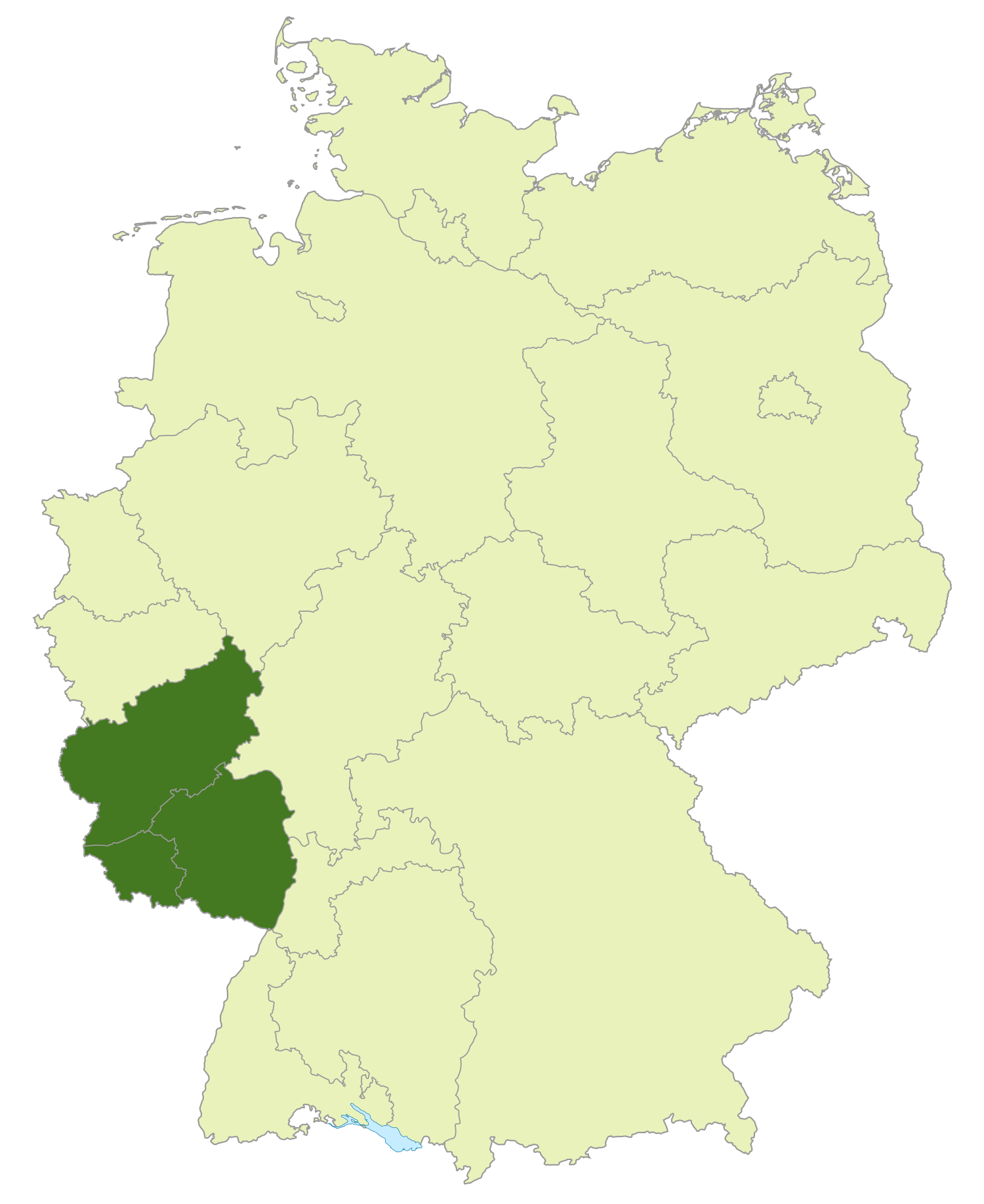
Bereich der Handball-Oberliga
Rheinland-Pfalz / Saarland

| Männer  DJK SF Budenheim - SG Saulheim - VTV Mundenheim - MSG HF Illtal - TV Offenbach - VT Zweibrücken-Saarpfalz - HSG Rhein-Nahe Bingen - HV Vallendar - HSG Völklingen - TV 05 Mülheim - HSG Worms - HSG Kastellaun/Simmern - TuS 04 Dansenberg II - HSG Eckbachtal - TV Homburg (N) - TuS 05 Daun (N)  HC Dillingen/Diefflen (N R) | Frauen  HSG Hunsrück - TSV Kandel - SV 64 Zweibrücken - SG Ottersheim/Bellheim/Kuhardt/Zeiskam - HSV Sobernheim (N) - VTV Mundenheim - TV Bassenheim - TV Bodenheim - TSG Friesenheim - TG Waldsee - TG Osthofen Handball - HF Köllertal - DJK SF Budenheim - TV 03 Wörth (N) - HC Koblenz (N) - TV Welling (N) - HSG TVA/ATSV Saarbrücken (N)  FSG Arzheim/Moselweiß (R) |

(A) = Absteiger aus der 3. Liga (N) = neu in der Liga (R) = Rückzug
  Aufsteiger zur 3. Liga 2021/22
- Für die Oberliga 2021/22 qualifiziert